# Homalomena cochinchinensis
Homalomena cochinchinensis är en kallaväxtart som beskrevs av Adolf Engler. Homalomena cochinchinensis ingår i släktet Homalomena och familjen kallaväxter. Inga underarter finns listade.